# Kejt Miler Hajtke
Kejt Miler Hajtke (engl. Kate Miller-Heidke, rođena 16. novembra 1981) je australijska kantautorka i glumica.

## Mladost
Miler Hajtke je diplomirala na Anglikanskoj školi za devojčice Sv. Ејdana 1998. godine. Zatim je otišla na fakultet, na kojem je dobila diplomu za klasičnu muziku konzervatorijuma muzike Kvinslend u Grifitu. Kao klasična pevačica osvojila je brojne nagrade, uključujući nagradu „Elizabeth Muir“ (2000), nagradu „Donald Penman“ (2001), nagradu „“ (2002) i nagradu „“ (2002).

## Karijera
Bila je član u nekoliko grupa u Brizbejnu pre nego što je počela solo karijeru 2002. godine.
Nastupila je na kultnom događaju „Women In Voice“ 2002, 2004. i 2005, kada je podelila pozornicu sa mnogim slavnim pevačicama. U junu 2004, Miler Hajtke je samostalno snimila i objavila svoj prvi EP, „Telegram“, zbirku pesama, koju je sama napisala. Godine 2005. objavila je drugi EP „Comikaze“, koji je napravljen u samo 500 primeraka. Nakon toga se prestala baviti klasičnom muzikom, te se okrenula pevanju popularne muzike.
Pored obilaska Australije i redovnih nastupa na festivalima u Vudfordu, gde je proglašena za kraljicu „Woodford Folk“ festivala 2002/2003, Miler Hajtke se ponovo pojavila na australijskoj nacionalnoj televiziji kao gostujući panelista.
Potpisala je ugovor sa australijskim Soni mjuzikom i objavila svoj treći EP „Circular Breathing“ 2006. godine, nakon čega je usledio njen debi album „Little Eve“ 15. juna 2007. godine.
Drugi album, „Curiouser“, objavljen je u Australiji 18. oktobra 2008. Album je snimljen u Los Anđelesu.
U aprilu 2009. godine, Miler Hajtke je dobila pohvalu za svoj nastup kao Džejn Džejn u operi „Džeri Springer“ u Sidnejskoj operi. Miler Hajtke i Keir Nutal su nagrađeni glavnom nagradom od 25.000 dolara na Međunarodnom takmičenju u pisanju pesama 2008. za njihovu kompoziciju „Caught in the Crowd“. Oni su bili prvi Australijanci koji su osvojili glavnu nagradu.
Njen sledeći singl, „The Last Day on Earth“ dostigao je top 3 u Australiji i postao je njen prvi top 10 hit. Nakon toga je gostovala širom SAD-a, Velike Britanije i Evrope kao specijalni gost Bena Foldsa. Ben Folds je njen obožavalac koji tvrdi da je „ona od onih ljudi koji zaista zaslužuju da se nazovu jedinstvenim talentom“. Izdala je svoj prvi muzički DVD, „Live in San Francisco“.
Tokom 2010/2011, Miler Hajtke je nastupala na mnogim festivalima širom sveta, uključujući Koačelu, „Lilith Fair“, „Rifflandia“ i mnoge druge. 13. aprila 2012. izdala je treći studijski album „Nightflight“. 2013. godine, singl „Ride this Feeling“ je izabran kao promotivna tema za „Visit Brisbane“ - televizijsku reklamnu kampanju za Brizbejn.
U toku 2014. godine, Lindon Teračini je objavio da je Australijska opera naručila Miler Hajtke da napiše operu zasnovanu na dečjoj knjizi Džona Marsdena „The Rabbits“, koja će biti izvedena 2015. Opera „The Rabbits“ je prvi put izvedena na festivalu u Pertu u februaru 2015. godine.

## Pesma Evrovizije
Prijavila se na nacionalni izbor za predstavnika Australije na Pesmi Evrovizije 2019. na kojem je pobedila sa pesmom „Zero gravity“. Tu pesmu je pevala na Pesmi Evrovizije u Tel Avivu. Tamo se plasirala u finale iz prvog polufinala. U finalu je bila deveta sa 284 osvojena boda.

## Lični život
2016. godine, Miler Hajtke se udala za Keira Nutala, sa kojim ima jednog sina - Ernija.